# مارکوس هایر
مارکوس هایر (انگلیسی: Markus Hayer؛ زادهٔ ۱۸ اوت ۱۹۸۵) بازیکن فوتبال اهل آلمان است.
از باشگاه‌هایی که در آن بازی کرده‌است می‌توان به باشگاه فوتبال کیکرز اوفنباخ، باشگاه فوتبال زاربروکن، و اشپورت فقاند زیگن اشاره کرد.